# Romeo × Juliet
Romeo × Juliet (ロミオ×ジュリエット?, Romio×Jurietto) è un anime basato sulla tragedia di William Shakespeare Romeo e Giulietta, della quale contiene numerose citazioni, con un cameo dello stesso autore. Nella serie sono presenti anche citazioni di altre opere del grande autore inglese. In Giappone la serie è stata trasmessa dall'aprile 2007 per 24 settimane sul canale CBC, e successivamente su TBS, KBS e SUN-TV. In contemporanea è stato pubblicato sulla rivista Asuka un adattamento manga in due volumi editi dalla Kadokawa Shoten.
L'anime in prima visione per l'Italia, col sottotitolo Romeo e Giulietta al di sotto del titolo originale, è andato in onda dal 6 aprile 2009 su RaiSat Smash Girls. Il manga è stato pubblicato tra l'ottobre e il novembre 2010 in un'edizione fedele all'originale dalla J-Pop.

## Trama
Nel continente aereo di Neo Verona, Leonte Montecchi si impossessa del potere sulla città sterminando l'intera casata regnante dei Capuleti; l'unica che sopravvive alla strage è Giulietta, una bambina di soli due anni. Cresciuta costretta a celare la propria identità, l'adolescente Giulietta combatte le angherie della tirannia di Montecchi sotto le spoglie del Turbine Rosso, eroe difensore della plebe. Un giorno si imbatte in Romeo, figlio di Montecchi, del quale si innamora ricambiata. La loro storia d'amore è però ostacolata dai piani di rivoluzione dei Capuleti e dai tentativi di repressione di Montecchi, intenzionato a uccidere Giulietta.

## Personaggi
Tutti i nomi dei personaggi provengono da Romeo e Giulietta e da altri drammi di Shakespeare.

### Protagonisti
Giulietta Fiammata Astro Capuleti (ジュリエット・フィアンマータ・アース・ド・キャピュレット?, Jurietto Fianmāta Āsu do Kyapyuretto)
Doppiata da: Fumie Mizusawa (ed. giapponese), Marcella Silvestri (ed. italiana)
È la protagonista della storia. All'età di due anni vede l'intera famiglia dei Capuleti morire per mano di Leonte Montecchi e ne diviene l'unica sopravvissuta. Crescendo è costretta a mascherarsi da ragazzo per salvaguardare la propria incolumità. Assume l'identità dell'eroe Turbine Rosso per proteggere il popolo di Neo Verona contro i soprusi dei soldati del Gran Duca Montecchi. Al Ballo della Rosa incontra Romeo, figlio di Montecchi, di cui si innamora. Nonostante gli ostacoli, guida con successo una rivoluzione contro Montecchi. Si sacrifica per salvare il mondo dopo aver scoperto di essere una Talea.
Romeo Candore Montecchi (ロミオ・カンドーレ・ヴァン・ド・モンタギュー?, Romio Kandōre Van do Montagyū)
Doppiato da: Takahiro Mizushima (ed. giapponese), Massimo Di Benedetto (ed. italiana)
È il coprotagonista della storia ed è figlio dell'assassino della casata dei Capuleti. Buono e altruista, è al corrente delle ingiustizie che suo padre infligge al popolo, sebbene non abbia il potere di contraddirlo. Con l'accrescere della tirannia su Neo Verona e incoraggiato dal suo amore per Giulietta, decide di scappare con lei. Viene catturato dal Gran Duca ed esiliato a lavorare nelle miniere di Gradisca. Dopo che esse crollano, fonda un villaggio per tutti i minatori senza casa. Viene ucciso da Ofelia nel tentativo di proteggere Giulietta e impedirle di sacrificarsi.

### Famiglia Montecchi
Leonte Bando Montecchi (レオンティーズ・ヴァン・ド・モンタギュー?, Reontes Van Dō Montagyū)
Doppiato da: Kōji Ishii (ed. giapponese), Massimiliano Lotti (ed. italiana)
È il padre di Romeo. Nato dall'unione di una prostituta con un membro della famiglia Capuleti, alla morte della madre si fa adottare dai Montecchi e ne avvelena il figlio legittimo, diventando il capofamiglia con l'obiettivo di sterminare i Capuleti e vendicarsi delle sofferenze subite. Riesce nel suo intento e si impossessa di Neo Verona, governandola con il pugno di ferro. È spietato e crudele e non esita a uccidere chi lo ostacola. Severo con suo figlio, da lui ritenuto troppo debole e tenero, prima ne pianifica il matrimonio con Ermione, poi, quando Romeo gli disobbedisce, lo esilia. Uccide Tito e adotta suo figlio Mercuzio. Il giorno della riuscita della rivoluzione dei Capuleti, muore per mano di Mercuzio.
Porzia Clemenzia di Ebe (ポーシア?, Pōshia)
Doppiata da: Aya Hisakawa (ed. giapponese), Renata Bertolas (ed. italiana)
È la madre di Romeo, moglie del Gran Duca Montecchi. Vive in un convento per evitare di associarsi con le ambizioni sanguinose del marito. Premurosa e comprensiva con il figlio, gli dona Cielo in regalo quando compie sette anni.
Mercuzio Marchese (マーキューシオ?, Mākyūshio)
Doppiato da: Tetsuya Kakihara (ed. giapponese), Paolo De Santis (ed. italiana)
È cugino di Romeo e nipote di Montecchi. Si vergogna del padre ubriacone e scansafatiche e ammira per tale ragione il Gran Duca, il quale gli affida il compito di spiare e controllare le mosse di Romeo. Quando Montecchi lo nomina come proprio erede e uccide suo padre davanti ai suoi occhi, Mercuzio comincia a impazzire e alla fine lo pugnala, assassinandolo.
Benvolio de' Frescobaldi (ベンヴオリヴ・デ・フレスコバルディ?, Benvorio De Furesukobarudi)
Doppiato da: Shinosuke Tachibana (ed. giapponese), Renato Novara (ed. italiana)
È il migliore amico di Romeo e figlio di Vittorio de' Frescobaldi, Podestà e capo una delle famiglie nobili più importanti di Neo Verona. Quando il Podestà de' Frescobaldi fa obiezione alla politica di Montecchi, egli toglie il titolo nobiliare alla sua famiglia e li spedisce in esilio con l'intenzione di ucciderli inscenando un'imboscata. Grazie all'aiuto di Giulietta e degli altri, i de' Frescobaldi si salvano e vivono nascosti sotto la protezione dei Capuleti. In seguito Benvolio si innamora di Cordelia, che sposa e da cui ha un figlio.
Ermione Borromeo (ハーマイオニ?, Hāmaioni)
Doppiata da: Sayaka Ōhara (ed. giapponese), Debora Magnaghi (ed. italiana)
È figlia della famiglia aristocratica Borromeo e promessa sposa di Romeo. Prova per Romeo sentimenti d'amore che però non sono ricambiati, cosa che la spinge a odiare Giulietta, credendola una falsa e un'approfittatrice; parlandole, però, si chiarisce con lei e smette di ostacolare la sua relazione con Romeo. Alla fine della serie afferma che adesso Giulietta è felice con Romeo.

### Famiglia Capuleti
Gran Duca Capuleti
Doppiato da: Satoshi Taki (ed. giapponese), ? (ed. italiana)
È il padre di Giulietta e il signore di Neo Verona, prima di essere ucciso per mano di Leonte. Viene ricordato come un sovrano giusto e saggio.
Corrado (コンラッド?, Konrāddo)
Doppiato da: Katsuhisa Hōki (ed. giapponese), Enrico Maggi (ed. italiana)
È il nonno di Antonio e uno dei soldati fedeli ai Capuleti che salva la vita a Giulietta durante la strage della famiglia da parte di Leonte Montecchi. È saggio, leale ai Capuleti e determinato a restituire il potere alla famiglia che serve.
Cordelia (コーディリア?, Kōdiria)
Doppiata da: Miyu Matsuki (ed. giapponese), Alessandra Karpoff (ed. italiana)
È l'amica d'infanzia e la custode di Giulietta, di cui si prende cura comportandosi come una sorella maggiore. Si innamora di Benvolio e successivamente lo sposa.
Francesco (フランシスコ?, Furanshisuko)
Doppiato da: Hirofumi Nojima (ed. giapponese), Ruggero Andreozzi (ed. italiana)
Popolare tra le donne, è segretamente innamorato di Giulietta, pur sostenendo la sua relazione con Romeo. È il migliore amico di Curio, che prende spesso in giro. Abile con le frecce, astuto, intelligente e calcolatore, in seguito alla rivoluzione e al sacrificio di Giulietta diventa membro del Parlamento.
Curio (キュリオ?, Kyurio)
Doppiato da: Kousuke Toriumi (ed. giapponese), Maurizio Merluzzo (ed. italiana)
È il migliore amico di Francesco nonché alleato di Giulietta, anche lui segretamente innamorato di lei. In apparenza scontroso, burbero e silenzioso, ha in realtà un cuore tenero. Si è procurato una cicatrice all'occhio proteggendo Giulietta da una delle guardie di Montecchi e spingendola così a diventare il Turbine Rosso. In seguito alla rivoluzione, conduce una vita semplice e diventa proprietario di una bancarella della frutta.
Antonio (アントニオ?, Antonio)
Doppiato da: Ryō Hirohashi (ed. giapponese), Patrizia Mottola (ed. italiana)
È il nipote di Corrado e aiuta Giulietta nel suo ruolo di Turbine Rosso e di capo della rivoluzione. Inizialmente ignora che Giulietta sia una ragazza.
Tebaldo Volumnia Capuleti (ティボルト?, Tiboruto)
Doppiato da: Ryōtarō Okiayu (ed. giapponese), Simone D'Andrea (ed. italiana)
È il fratellastro maggiore di Romeo, in quanto figlio di una relazione illecita tra Montecchi e Volumnia Capuleti, la quale muore dopo il parto; viene di conseguenza affidato alle cure di Camillo, servitore dei Capuleti, da cui Tebaldo scappa all'età di quindici anni. Nutre rancore verso il padre, di cui si vuole vendicare. Inizialmente freddo, distaccato e senza scrupoli, guidato solo dall'odio e dalla sete di vendetta, in seguito alla rivoluzione adempie alla promessa di Romeo e si occupa di Cielo.

### Altri personaggi
Ofelia (オフェリア?, Oferia)
Doppiata da: Junko Iwao (ed. giapponese), ? (ed. italiana)
È la protettrice dello Scaligero. Ha un aspetto etereo e non è del tutto umana. È in grado di comunicare con la terra sentendone il lamento, o di muovere a piacimento lo Scaligero. A mano a mano che l'albero perde la vita seccandosi anche la sua pelle muta diventando simile al legno, fino a quando anche le sue vesti mutano fondendosi con il legno dello Scaligero. Una volta sconfitta perché ferita al cuore dalla spada di Romeo si dissolve in un mucchio di schegge di legno che finiscono nel vuoto. Quando cerca di convincere Giulietta a sacrificarsi per salvare il mondo, Romeo glielo impedisce e i due si uccidono a vicenda.
William Farnese (ウィリアム・ファルネーゼ?, Wiriamu Farunēze)
Doppiato da: Kazuhiko Inoue (ed. giapponese), Giorgio Bonino (ed. italiana)
Parodia di William Shakespeare, è un bizzarro autore di opere teatrali senza successo ed è alla continua ricerca d'ispirazione. Viene soprannominato "Willy" dai suoi attori e da Giulietta e gli altri Capuleti, che lui nasconde in casa sua, forte della protezione che gli garantisce il suo titolo nobiliare di Farnese.
Emilia (エミリア?, Emiria)
Doppiata da: Ayako Kawasumi (ed. giapponese), Jolanda Granato (ed. italiana)
È un'attrice che recita nelle opere teatrali di William. Infatuata di Odin, l'identità maschile di Giulietta, scopre solo molto tardi la sua vera identità di Giulietta.
Lancillotto (ランスロット?, Ransurotto)
Doppiato da: Keiji Fujiwara (ed. giapponese), Luca Semeraro (ed. italiana)
È un medico di Neo Verona con una moglie e due figlie, da sempre contro la tirannia di Montecchi; cura le ferite di Giulietta sotto i panni del Turbine Rosso. Quando le guardie di Montecchi tendono una trappola per catturare il Turbine Rosso, Lancillotto si finge l'eroe mascherato e si dà fuoco davanti agli occhi di tutti per porre fine alle persecuzioni dei soldati.
Petruccio (ペトルーキオ?, Petorūkio)
Doppiato da: Akio Suyama (ed. giapponese), ? (ed. italiana)
È un gracile giovane che lavora nelle miniere di Gradisca con la colpa di aver rubato del pane per i suoi fratellini affamati. Dopo che viene salvato da Romeo, lui e Romeo diventano amici. Muore di malattia, non prima di far promettere a Romeo di far fare ai suoi fratelli un giro sul suo cavallo-drago. Alla fine della serie, è Tebaldo che mantiene la sua promessa.
Giovanni (ジョヴァンニ?, Jyovanni)
Doppiato da: Tōru Ōkawa (ed. giapponese), ? (ed. italiana)
È un minatore che aiuta Romeo durante il suo soggiorno presso le miniere di Gradisca. Ammira i sogni idealistici di Romeo e pertanto decide di seguirlo nel suo obiettivo di costruire un villaggio, di cui agisce come capo in assenza di Romeo.
Camillo (カミロ?, Kamiro)
Doppiato da: Saito Jiro (ed. giapponese), Mario Zucca (ed. italiana)
È un buon amico di Corrado, che tuttavia tradisce fornendo le informazioni riguardanti il nascondiglio dei Capuleti ai Montecchi. Viene poi ritrovato tra Giulietta, Francesco e Curio a casa di Tebaldo, il quale da bambino è stato cresciuto dall'uomo. Dopo le minacce di Tebaldo, Camillo fugge dalla villa.

## Terminologia
- Cavallo-Drago (竜馬?, Ryūba): cavalli alati con la coda da drago, simili a Pegasi. Sono in grado di volare e trasportare sulla loro groppa coloro che li cavalcano. Possono essere guidati tramite redini. Oltre ad essere considerati mezzi di trasporto, sono considerati simbolo di un elevato status sociale.
- Scaligero (大樹エスカラス?, Taiki Esukarasu): un enorme albero magico che si trova in un luogo sotterraneo e che dona prosperità a Neo Verona. Secondo la sua custode, Ofelia, benedice e sostiene il popolo, ma in quanto è legato ai Capuleti, che da secoli sacrificano le loro fanciulle ad esso, dopo la presa del potere da parte di Montecchi è sempre più instabile.

## Anime
Trasmessa in Giappone su CBC dal 4 aprile al 26 settembre 2007, in Italia la serie è stata trasmessa in prima visione su RaiSat Smash Girls dal 6 aprile al 31 luglio 2009 e successivamente è stata pubblicata in DVD dalla Yamato Video in due cofanetti da tre dischi, usciti nel 2010.

### Sigle
In Italia vengono usate le sigle originali.
Sigla di apertura
- Inori ~ You Raise Me Up (祈～Ｙｏｕ Ｒａｉｓｅ Ｍｅ Ｕｐ?), di Rolf Løvland (testo originale), Brendan Graham (musica originale), Kaito Okachimachi (musica giapponese), Masayuki Sakamoto e Satoshi Takebe (arrangiamento), cantata da Lena Park

Sigla di chiusura
- Cyclone (サイクロン?), di Hiroaki Sakai (testo), Wataru Miyawaki (musica), 12012 (arrangiamento), cantata dai 12012 (ep. 1-14)
- Good bye, yesterday, di Sandra Nordstrom, Thomas Wohni (testo originale), Mizrock (musica giapponese), Tomoki Ishizuka (arrangiamento), cantata da Mizrock (ep. 15-23)
- Inori ~ You Raise Me Up (English Version), cantata da Lena Park (ep. 24)

### CD
Il CD della colonna sonora dell'anime è uscito il 27 febbraio 2008, contenente anche gli spartiti del musicista della serie Hitoshi Sakimoto.

## Manga

Copertina del secondo volume dell'edizione italiana, raffigurante Romeo e Giulietta

In contemporanea alla trasmissione dell'anime, nel 2007, è stato pubblicato in Giappone sulla rivista Asuka un adattamento manga in due volumi editi dalla Kadokawa Shoten. In Italia è stato pubblicato tra l'ottobre e il novembre 2010 in un'edizione fedele all'originale dalla J-Pop.

### Volumi
| Nº | Data di prima pubblicazione | Data di prima pubblicazione | Data di prima pubblicazione | Data di prima pubblicazione |
| Nº | Giapponese                  | Giapponese                  | Italiano                    | Italiano                    |
| -- | --------------------------- | --------------------------- | --------------------------- | --------------------------- |
| 1  | 23 agosto 2007              | ISBN 978-4-04-854116-9      | 31 ottobre 2010             | ISBN 978-88-6123-816-9      |
| 2  | 24 gennaio 2008             | ISBN 978-4-04-854150-3      | 21 novembre 2010            | ISBN 978-88-6123-817-6      |

## Radio
La serie ha avuto anche una diffusione tramite internet intitolato RomeJuli×Radio (ロミジュリ×レイディオ?, Romijuri×Reidio), sul canale radio Cospa dal 13 aprile 2007, condotto dalla doppiatrice di Giulietta, Fumie Mizusawa, insieme a quella di Cordelia, Miyu Matsuki.

## Riferimenti ad altre opere
In Romeo × Juliet compaiono numerose citazioni ad altre opere di William Shakespeare.
- I nomi dei personaggi secondari dell'anime sono tratti da svariate opere del Bardo: Ofelia dall'Amleto, Petruccio da La bisbetica domata, Curio da La dodicesima notte, Antonio, Lancillotto, Tubal e Porzia da Il mercante di Venezia, Corrado da Molto rumore per nulla, Emilia dall'Otello, Camillo, Ermione e Leonte da Il racconto d'inverno, Cordelia e Regan da Re Lear, Ariel e Francesco da La tempesta, Tito da Tito Andronico.
- I cognomi che identificano i personaggi nobili riprendono quelli delle famiglie nobiliari più celebri dell'Italia medioevale e rinascimentale, come i Farnese, i Frescobaldi e i Borromeo.
- Leonte Montecchi incarna la figura del duca usurpatore, presente in numerosi drammi di Shakespeare, da Come vi piace a La tempesta. Anche Tebaldo rimanda a numerosi personaggi shakespeariani di figli illegittimi in cerca di rivalsa; su tutti Edmund, il bastardo di Gloucester di Re Lear.
- Nell'episodio 1, alla sua prima apparizione, Giulietta/Turbine Rosso dichiara: Rinfodera quella spada scintillante, altrimenti arrugginirà nella nebbia della sera!. È la prima battuta pronunciata nel primo atto dell'Otello dal Moro di Venezia al suo primo ingresso in scena.
- Anche il tema del dono del fazzoletto come simbolo d'amore é tratto dall' Otello.
- Per ragioni di sicurezza, Giulietta è costretta a travestirsi da uomo, ed in tale veste può parlare liberamente con l'amato, esattamente come fanno Rosalinda in Come vi piace e Viola in La dodicesima notte.
- All'inizio della storia, Willy, caricatura di William Shakespeare, sta curando la rappresentazione di Come vi piace. Nell'episodio 17, egli dichiara di non voler più comporre drammi storici o commedie in cui una donna si traveste da uomo (in riferimento a Come vi piace, al Mercante di Venezia e a La dodicesima notte), bensì un'autentica storia d'amore; difatti, al termine dell'anime completa la stesura di Romeo e Giulietta.
- Nell'episodio 18, Giulietta e i suoi compagni mettono in scena un dramma per rivelare i crimini del duca usurpatore Montecchi; similmente, in Amleto, viene allestito uno spettacolo teatrale che rievoca l'omicidio del legittimo re di Danimarca al fine di denunciarne l'usurpatore. Sempre ad Amleto, si ispira l'insorgere della pazzia in Mercuzio ed il suo desiderio di vendicarsi dell'uomo che ne ha ucciso il padre.